# Gustavo Green
Gustavo Adolfo Green (Buenos Aires, 27 de julio de 1941-Buenos Aires, 13 de abril del 2024) fue un político argentino que se desempeñó como intendente de Merlo entre 1987 y 1991, y al frente de la Secretaría de Programación para la Prevención de la Drogadicción y la Lucha contra el Narcotráfico (SEDRONAR), designado por el presidente Carlos Menem, entre octubre de 1995 y febrero de 1996. Además, fue elegido diputado nacional por el Partido Justicialista en 1991 por la provincia de Buenos Aires.

## Biografía
Sus padres fueron Federico Walter Green y Celia Orma. Cursó sus estudios primarios en el Colegio e Instituto "Sagrado Corazon de Jesús" en Merlo, Buenos Aires, Argentina, mientras sus estudios secundarios los realizó en el Colegio Nacional de Morón, Buenos Aires, Argentina.  
Entre 1958 y 1983 trabajó como empleado administrativo en la Sede Central del Banco de la Nación Argentina. Tuvo que renunciar a su empleo en 1983 porque se dedicó realizar campaña política para su precandidatura a Intendente de Merlo por el Partido Justicialista, siendo derrotado en la misma por su contendiente Leopoldo "Pocho" Suárez, quien llegaría ocupar ese cargo entre el 10 de diciembre de 1983 hasta octubre de 1986.
Estudió la carrera de abogacía en la Universidad de Buenos Aires hasta el cuarto año de la carrera, pero tuvo que abandonar sus estudios por motivo del nacimiento de su hijo Mariano. Profesó el catolicismo durante toda su vida, prueba de ello, concurría a las misas todos los días domingos  que se brindaba en la Parroquia de la Nuestra Señora de la Medalla Milagrosa, situada en el porteño barrio de Parque Chacabuco. 
Estuvo casado en dos oportunidades: la primera fue con Margarita Ratto, que fue profesora de la materia de inglés en el Colegio Nacional Manuel Belgrano de Merlo y con quien tuvo un hijo llamado Mariano Green. Se casó en segunda nupcias con Lucía Escobar.

### Trayectoria política
Fue elegido intendente de Merlo en 1987 por el Partido Justicialista, simpatizante de la corriente peronista encabezada por Eduardo Duhalde.  Posteriormente, se desempeñó como diputado nacional, por aquel mismo partido, entre 1991 y 1995. Entre los proyectos presentados en su tarea legislativa, se encuentra uno que no prosperó, tendiente al reconocimiento de las operaciones de cambio de sexo.
El presidente Carlos Menem lo nombró al frente de la SEDRONAR. Su gestión fue recordada por una campaña antidrogas, continuación de la iniciada por su antecesor, Alberto Lestelle, que contaba con la presencia del exfutbolista Diego Armando Maradona, titulada «Sol sin drogas». La campaña fue objeto de una causa judicial por desvío de fondos.
Su salida de la SEDRONAR fue en medio de un proceso judicial, que lo tuvo detenido preventivamente, por el secuestro de dos jóvenes, a quienes Green, en ese entonces diputado, habría retenido en su automóvil a punta de pistola, al encontrarlos haciendo campaña proselitista por otro candidato, opositor a él, en Merlo.
Pero dichos sucesos no han ocurrido tal como se expuso en dicha denuncia, porque Green mientras se dirigía a su hogar en un automóvil, encontrò a unas personas que pegaban afiches que difamaban a su persona. Entonces se bajó del automóvil a solicitar a dichos militantes quienes eran los que les enviaron a pegar dichos afiches y luego de retiro del lugar. No existiò secuestro ni aprension ilegítima de la libertad. Solo se trató de una falsa denuncia. 
A su salida de aquel organismo, se le sumaron diversas otras causas judiciales, como una condena a prisión en suspenso por amenazas a una diputada.  No volvió a ocupar ningún cargo político.

### Fallecimiento
Falleció el 13 de abril de 2024 en la Ciudad Autónoma de Buenos Aires, Argentina. Por decisión expresa de su familia cercana, no se realizó velatorio ni sepelio público.
Sus restos se encuentran en la Iglesia de Nuestra Señora de la Piedad en Buenos Aires, al lado de donde se encuentra las reliquias de la actualmente canonizada Mama Antula.